# Steven Krueger
Steven Krueger (Appleton, 25 maggio 1989) è un attore statunitense.
È noto per i ruoli di Joshua "Josh" Rosza in The Originals e Ben Scott in Yellowjackets.

## Biografia
Krueger si è trasferito dalla città natia a Sarasota assieme a parte della sua famiglia, a causa della rottura della relazione tra i propri genitori. La passione per la recitazione nasce durante gli anni della scuola. Terminate le scuole superiori, si iscrive all'università della Virginia e, una volta conseguita la laurea, decide di trasferirsi a Los Angeles, per tentare la fortuna nel mondo della televisione e del cinema. Nella città californiana inizia le sue prime apparizioni in alcune serie televisive. Nel 2015 ottiene il suo primo ruolo di rilievo in Piccoli brividi mentre due anni prima ha fatto il suo ingresso nella serie The Originals, interpretando Josh Rosza. In questa serie, nella quinta stagione, è stato promosso nel cast principale. Nel novembre 2019 è stato annunciato che si sarebbe unito al cast della serie di Showtime Yellowjackets, dove interpreta il coach Ben Scott fino alla terza stagione.

## Filmografia

### Cinema
- #54 Meets #47, regia di Chase Fleming - cortometraggio (2018)
- Escape Plan - Fuga dall'inferno (Escape Plan), regia di Mikael Håfström (2013) - non accreditato
- Piccoli brividi (Goosebumps), regia di Rob Letterman (2015)
- Satanic, regia di Jeffrey G. Hunt (2016)

### Televisione
- 90210 – serie TV, episodio 2x06 (2009)
- Cold Case - Delitti irrisolti (Cold Case) – serie TV, episodio 7x09 (2009)
- Parenthood – serie TV, episodio 1x07 (2010)
- CSI: NY – serie TV, episodio 6x22 (2010)
- No Ordinary Family – serie TV, episodio 1x04 (2010)
- The Middle – serie TV, episodio 2x05 (2010)
- Pretty Little Liars – serie TV, 3 episodi (2010-2013)
- Workaholics – serie TV, episodio 2x01 (2011)
- Zeke e Luther (Zeke and Luther) – serie TV, episodi 3x25-3x26 (2012)
- Madison High, regia di Paul Hoen – film TV (2012)
- Due uomini e mezzo (Two and a Half Men) – serie TV, episodi 10x08-10x12 (2012-2013)
- Anger Management – serie TV, episodio 2x22 (2013)
- The Originals – serie TV, 46 episodi (2013-2018)
- Una famiglia al college (Mom and Dad Undergrads), regia di Ron Oliver – film TV (2014)
- Hawaii Five-0 – serie TV, episodio 5x19 (2015)
- Il segreto di mia sorella (A Surrogate's Nightmare), regia di Vijay Sarin e Vic Sarin – film TV (2017)
- Ryan Hansen Solves Crimes on Television – serie TV, episodio 1x03 (2017)
- Good Trouble – serie TV, episodio 1x07 (2019)
- NCIS - Unità anticrimine (NCIS) – serie TV, episodio 16x15 (2019)
- Roswell, New Mexico – serie TV, 10 episodi (2021-2022)
- Yellowjackets – serie TV, 26 episodi (2021-2025)

## Riconoscimenti
- 2022 – Pena de Prata
  - Candidatura al miglior cast in una serie drammatica per Yellowjackets

## Doppiatori italiani
Nelle versioni in italiano delle opere in cui ha recitato, Steven Krueger è stato doppiato da:
- Raffaele Carpentieri in The Originals, Piccoli brividi
- Maurizio Merluzzo in Roswell, New Mexico
- Flavio Aquilone in Yellowjackets